# Loxostege annaphilalis
Loxostege annaphilalis là một loài bướm đêm trong họ Crambidae.